# Tritonia hombergii
Tritonia hombergii är en snäckart som beskrevs av Georges Cuvier 1803. Tritonia hombergii ingår i släktet Tritonia och familjen Tritoniidae. Inga underarter finns listade i Catalogue of Life. Arten är reproducerande i Sverige.